# Tsodilo
Tsodilo es el nombre de un paraje solitario formado por cuatro colinas que emergen del desierto de Kalahari, al noroeste de Botsuana, cerca del delta del Okavango. En 2001, la Unesco lo catalogó como Patrimonio Mundial de la Humanidad por la cantidad de pinturas rupestres que allí se encuentran. Las colinas se denominan "Macho", la más alta; "Hembra", la que contiene más pinturas; "Niño", y un montículo sin denominar. Los bosquimanos que habitan en el lugar las consideran lugar sagrado y las llaman también "Montañas de los dioses" y "Rocas que susurran".

## Características
Este conjunto, de especial significado cultural y espiritual, que los arqueólogos llaman el Louvre del desierto, se encuentra en el desierto de Kalahari, al oeste del delta del río Okavango, y tiene aproximadamente 10 km². La cima más alta, Macho (Male), tiene una altitud de 1 400 m y se eleva unos 400 m sobre su entorno. Los bosquimanos dicen que en las cuevas que se encuentran en Hembra (Female) yacen varios dioses que gobernaron el mundo desde este lugar. El lugar más sagrado se encuentra cerca de la cima Macho, donde se dice que el Primer Espíritu se arrodilló y rezó tras crear el mundo. Los san dicen que todavía pueden verse las huellas de las rodillas del Primer Espíritu en la roca. En el noroeste de la colina Hembra, a poca distancia de su base, se encuentra una vieja mina que se llenó de agua. Esta agua se considera sagrada y da buena suerte a quienes se lavan la cara en ella. Se han encontrado restos de artefactos humanos de 70 000 años de antigüedad en las cuevas.

## Arte rupestre
No obstante, su especial interés radica en las cerca de 4 500 pinturas rupestres, muestra de las manifestaciones espirituales y religiosas de las distintas civilizaciones que han poblado estas tierras durante milenios. La mayoría se encuentra en la colina Hembra. Las más famosas son las llamadas Ballena, Dos rinocerontes y León. Algunas tienen casi 24 000 años de antigüedad. La mayoría se encuentran fuera de las colinas, en lugares de difícil acceso. Aunque recientemente se han instalado indicaciones y señales, es necesario un buen mapa para encontrarlas y es obligatorio contratar un guía local para adentrarse en este lugar. Hay tres caminos que acceden a este lugar y el que viene desde el norte, en la carretera que une Maun con la frontera de Namibia, es el mejor. Desde el poblado más cercano situado en Botsuana, Shakawe, hay unos 40 kilómetros.

## La serpiente pitón

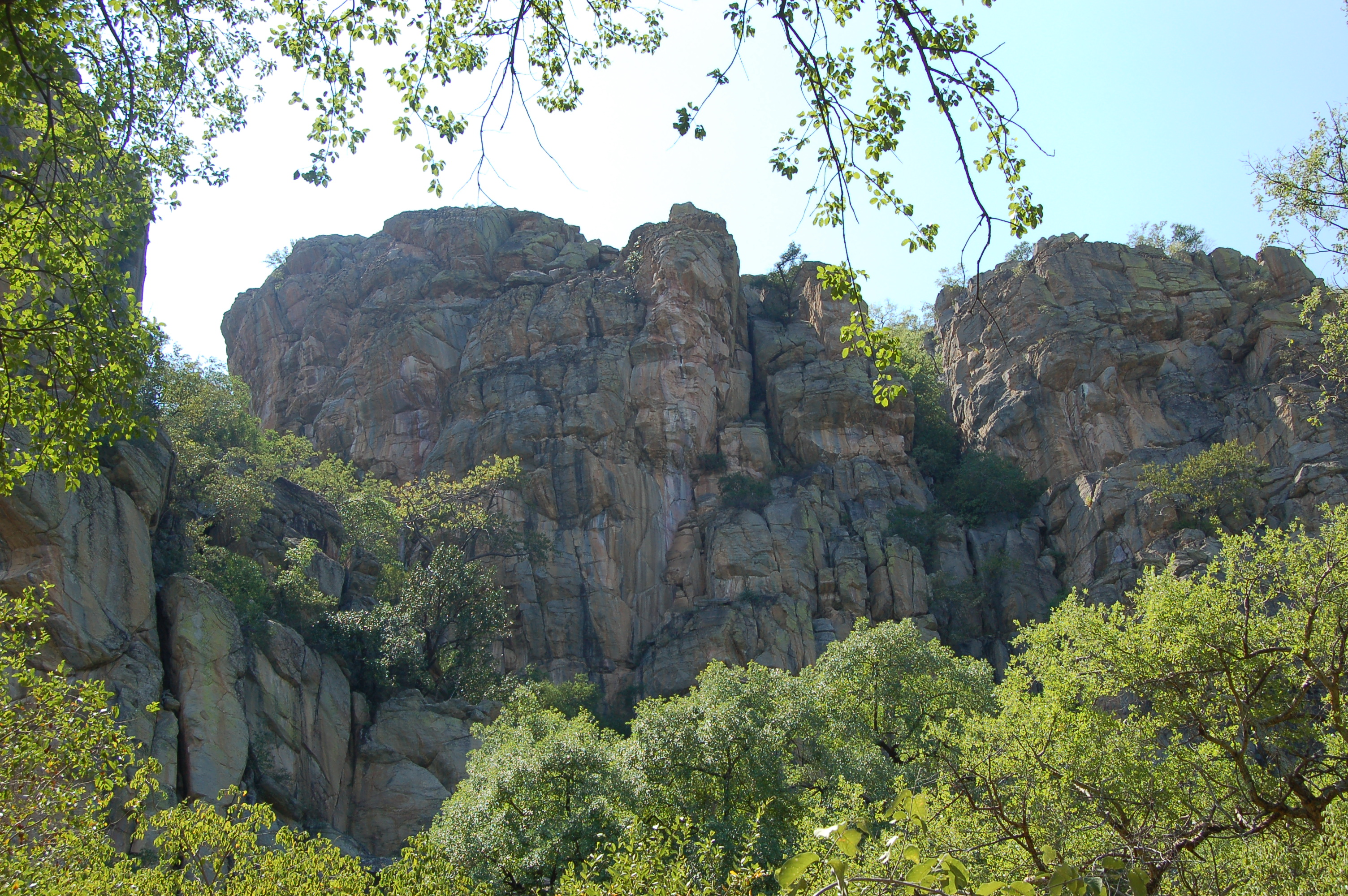
Colinas Tsodilo en el noroeste de Botsuana.

En 2006, la arqueóloga canadiense Sheila Coulson, realizando una investigación sobre el Paleolítico medio para la Universidad de Oslo descubrió una cueva con una roca que tenía la forma de una gran serpiente pitón, con unas características muy especiales, pues a ciertas horas del día parecía que estuviera recubierta de escamas, y a la luz de una hoguera parecía que se moviera. Al excavar frente a la cabeza de la serpiente, la arqueóloga descubrió en torno a 13 000 artefactos líticos, algunos de ellos con una antigüedad de 70 000 años, fruto de algún tipo de ritual realizado en ese lugar. La mayoría son puntas de lanza que podrían haber sido quemadas en ese lugar de forma intencionada, con lo cual estaríamos hablando de un ritual celebrado hace 70 000 años. Los resultados de la excavación se publicaron en la revista Apollon.